# Rue de l'Arbre-Sec
Rue de l'Arbre-Sec (tj. ulice U suchého stromu) je ulice v Paříži. Nachází se v 1. obvodu.

## Poloha
Ulice vede od Rue des Prêtres-Saint-Germain-l'Auxerrois, se kterou tvoří křižovatku, která se nazývá Place de l'École. Ulice směřuje severním směrem, zhruba ve své polovině kříží Rue de Rivoli a končí na Rue Saint-Honoré, na kterou je kolmá.

## Historie
Původ názvu ulice není zcela objasněn. Mohl vzniknout buď podle znamení podniku (obchodu, hostince), který se zde nacházel nebo jako přezdívka šibenice, která sloužila k oběšení odsouzenců, a která se nacházela na severním konci ulice.
Rue de l'Arbre-Sec je doložena již ve 13. století, kdy se nacházela uvnitř středověkých městských hradeb postavených v 10. století. Jejich pozůstatky se našly na křižovatce s ulicí Rue de Rivoli během vykopávek v roce 2009.

## Zajímavé stavby
- Fontána Croix du Trahoir ze 17. století na rohu ulice Rue Saint-Honoré
- Kostel Saint-Germain l'Auxerrois, který do ulice směřuje presbytářem. Vnější apsida má zajímavou výzdobu. Na obvodu centrální kaple je vlys tvořený částmi kaprů (hlavy, těla a ocasů). Kaple pochází z roku 1505 a financoval ji bohatý soukeník jménem Tronson.
- Obchodní dům La Samaritaine (zadní trakt)